# شکار شکاروف
شکار شکاروف (ترکی آذربایجانی: Şikar Şikarov؛ زاده ۳ دسامبر ۱۹۵۳ – درگذشته ۱۳ ژوئن ۱۹۹۲) یک نظامی و سرهنگ ارشد و از جنگجویان در مناقشه قره‌باغ بود.

## سنین جوانی و تحصیل
شکاروف در ۳ دسامبر ۱۹۵۳ در باکو و در جمهوری شوروی سوسیالیستی آذربایجان زاده شد. در سال ۱۹۷۱، تحصیلات متوسطه خود را در مدرسه متوسطه شماره ۴۶ باکو به پایان رساند. در همان سال، وارد دبیرستان فرماندهان باکو از زیرمجموعه‌های وزارت دفاع اتحاد جماهیر شوروی سوسیالیستی شد. وی پس از پایان تحصیلات در سال ۱۹۷۵، به‌عنوان فرمانده در یکی از واحدهای نظامی در سرزمین پریمورسکی شروع به کار کرد.
در سال ۱۹۸۶، شکاروف در آکادمی نظامی MV Frunze وزارت دفاع اتحاد جماهیر شوروی سوسیالیستی پذیرفته شد. وی پس از فارغ‌التحصیلی در سال ۱۹۸۹، به‌عنوان رئیس ستاد کل در یکی از واحدهای نظامی واقع در استان لوهانسک کشور اوکراین منصوب شد.

## زندگی شخصی
شکاروف متأهل و دارای دو فرزند بود.

## جنگ قره‌باغ
پس از وقایع ژانویه سیاه، شکاروف به جمهوری آذربایجان بازگشت. اندکی پس از آن، وی به‌عنوان رئیس بخش عملیات در ستاد دفاع مدنی شروع به کار کرد و پس از آن در سال ۱۹۹۲ به عنوان معاون اول رئیس ستاد کل نیروهای مسلح جمهوری آذربایجان منصوب شد.
در سال ۱۹۹۲، شکاروف چند عملیات نظامی را در شهرستان گورانبوی رهبری کرد. در ۱۳ ژوئن ۱۹۹۲، وی در یکی از نبردهای پیرامون مارتاکرت کشته شد.

## افتخارات
با حکم شماره ۶ ریاست جمهوری به‌تاریخ ۲۳ ژوئن ۱۹۹۲، پس از مرگ به شکار شکاروف عنوان قهرمان ملی جمهوری آذربایجان اعطا شد.
وی در گورستان بلوار شهدای باکو به خاک سپرده شد. مدرسه‌ای در دهکده سون‌دو از توابع شهرستان قبوستان به نام وی نامگذاری شد.